# Legge Mattarella
La legge Mattarella, dal nome del suo relatore, Sergio Mattarella, era il sistema elettorale, a prevalenza maggioritaria, in vigore in Italia dal 1993 al 2005 per l'elezione del Senato della Repubblica e della Camera dei deputati. Il politologo Giovanni Sartori coniò per essa il fortunato soprannome di Mattarellum, che presto soppiantò quello di Minotauro. Quest'ultimo, alludendo all'omonimo mostro della mitologia greca, sottolineava la compresenza di diverse modalità di ripartizione dei seggi.
Era previsto infatti che il 75% dei seggi di ciascuna Camera fosse attribuito con un sistema maggioritario a turno unico che determinava l'elezione, in ciascun collegio uninominale, del candidato con più voti. Il restante 25% dei seggi, al fine di lenire i difetti di rappresentatività che vengono tipicamente attribuiti ai sistemi maggioritari, veniva assegnato attraverso un meccanismo proporzionale, diverso tra i due rami del Parlamento:
- al Senato la ripartizione avveniva su base regionale: i seggi ulteriori erano attribuiti a ciascuna lista in proporzione alla somma dei voti da essa ottenuti nei collegi uninominali in cui essa era risultata non vincente, secondo un peculiare meccanismo detto scorporo. Nell'ambito di ciascuna lista risultavano quindi eletti, oltre agli eventuali vincitori dei collegi uninominali, anche i restanti candidati più votati.
- alla Camera, l'assegnazione dei seggi restanti avveniva su base nazionale, in proporzione ai voti che le liste avevano ottenuto in un'apposita votazione, contemporanea ma distinta da quella valida per i collegi uninominali. Tale assegnazione prevedeva una soglia di sbarramento al 4% ed era temperata da un meccanismo di parziale scorporo dei voti ottenuti nei collegi uninominali dal candidati vincitori, ciascuno dei quali in sede di candidatura era associato a una lista che concorreva per la parte proporzionale.

## Storia
La riforma del sistema elettorale italiano fu attuata con l'approvazione delle leggi 4 agosto 1993 n. 276 e n. 277, che introdussero un sistema elettorale misto. Entrambe le leggi, di iniziativa parlamentare, furono presentate per dare seguito agli esiti del referendum del 18 aprile 1993. Il quesito referendario, approvato a larga maggioranza, era intervenuto sulla legge elettorale del 1946 limitatamente al Senato, abrogandone alcune disposizioni in modo da trasformare il previgente sistema proporzionale in un sistema a base maggioritaria.
La legge Mattarella recepì le indicazioni del referendum per il Senato e le estese anche alla Camera. Veniva così ad essere superato, in entrambi i rami del Parlamento, il precedente sistema proporzionale che era stato in vigore dal 1946 al 1953 e successivamente dal 1954 al 1994. Il nuovo sistema elettorale fu applicato in tre occasioni:
- le elezioni politiche del 1994, per l'elezione di deputati e senatori della XII legislatura;
- le elezioni politiche del 1996, per l'elezione di deputati e senatori della XIII legislatura;
- le elezioni politiche del 2001, per l'elezione di deputati e senatori della XIV legislatura.

L'approvazione della riforma non mancò tuttavia di raccogliere critiche. Per Marco Pannella, che era stato tra i principali promotori del referendum del 1993, la legge Mattarella tradiva il risultato referendario dato che, a suo avviso, con «il mantenimento del 25% di quota proporzionale, il meccanismo dello scorporo che obbliga ciascun candidato dei collegi uninominali a collegarsi con liste di partito, i contrassegni partitici che riempiono le schede elettorali, gli elettori spinti a votare più per i simboli che per le persone» le finalità del referendum risultavano vanificate. A giudizio di Giovanni Sartori, era illusorio il tentativo di creare attraverso il Minotauro un sistema prevalentemente maggioritario all'italiana.
A dicembre 2005, pochi mesi prima delle elezioni politiche del 2006, la legge Mattarella fu sostituita dalla legge Calderoli, che ripristinava il sistema proporzionale introducendo però un premio di maggioranza a beneficio della coalizione più votata.

## Funzionamento
La legge Mattarella configurava un sistema elettorale maggioritario, corretto da una sensibile quota proporzionale pari ad un quarto dei seggi di ciascuna assemblea legislativa.

### Ripartizione dei seggi per la quota maggioritaria
In prima istanza, il territorio nazionale era suddiviso in 475 collegi uninominali per la Camera e in 232 per il Senato. L'attribuzione di questo primo gruppo di seggi avveniva molto semplicemente in base a un sistema maggioritario a turno unico (first-past-the-post): veniva eletto il candidato più votato nel collegio, che cioè aveva raccolto la maggioranza relativa dei voti. Nessun candidato poteva presentarsi in più di un collegio. I rimanenti seggi erano invece assegnati con un metodo tendenzialmente proporzionale, funzionante però con meccanismi differenziati fra le due assemblee. 

### Ripartizione dei seggi per la quota proporzionale alla Camera
Alla Camera dei Deputati, per l'attribuzione dei restanti 155 seggi l'elettore disponeva di una scheda elettorale separata con la quale poteva votare una delle liste presenti nella propria circoscrizione plurinominale, senza poter tuttavia esprimere alcun voto di preferenza per i singoli candidati (tali liste erano pertanto definite in gergo come "listini bloccati"). La somma dei voti raccolti da ciascuna lista nelle 26 circoscrizioni in cui il territorio nazionale era suddiviso determinava l'esito del collegio unico nazionale, rispetto al quale era effettuato il calcolo dei seggi spettanti a ciascuna lista. A tale scopo, dapprima venivano escluse dalla ripartizione le liste che non avessero superato la soglia di sbarramento nazionale del 4%. 
Successivamente, con l'intento di dar compensazione ai partiti minori fortemente danneggiati dal sistema maggioritario in vigore sui 475 collegi uninominali, si applicava il meccanismo dello scorporo decurtando parte dei voti raccolti dalle singole liste in ragione degli esiti del voto nei collegi uninominali. Tutti i candidati nei collegi uninominali, infatti, erano tenuti a dichiarare il collegamento ad una o più liste del proporzionale, fino a sei. In questo modo, l'elezione di un candidato nell'uninominale determinava una riduzione dei voti nel proporzionale alle liste collegate, in misura complessivamente pari al numero di voti che a quel candidato erano serviti per l'elezione, ossia un voto in più di quelli raccolti dal secondo più votato nel medesimo collegio: se la lista collegata era una sola, tali voti erano tolti (scorporati) dall'ammontare dei voti ottenuti da quella lista nel collegio unico nazionale; in caso di collegamento a più liste, per ciascuna di esse l'entità dello scorporo avveniva in proporzione ai voti che queste avevano raccolto nel collegio uninominale in cui il candidato ad esse collegato era risultato eletto.
Dopo aver compiuto le operazioni di scorporo per tutti i 475 candidati eletti nei collegi uninominali e calcolato quindi l'ammontare dei "voti efficaci" per ciascuna delle liste che nel collegio unico nazionale avevano superato la soglia di sbarramento, l'assegnazione alle liste dei 155 seggi residui avveniva mediante il metodo Hare dei quozienti naturali e dei più alti resti. I seggi assegnati a ciascuna lista venivano poi suddivisi tra le 26 circoscrizioni in ragione dei voti che quella lista aveva raccolto in ciascuna di esse. 
Fissato il numero di seggi della quota proporzionale spettanti a ciascuna lista in ogni circoscrizione, erano proclamati eletti i candidati del listino bloccato, secondo l'ordine in cui essi apparivano, e in subordine i candidati nei collegi uninominali della circoscrizione non eletti per la parte maggioritaria e collegati a quella lista, in ordine decrescente di voti da questi ottenuti.

### Ripartizione dei seggi per la quota proporzionale al Senato
Al Senato, secondo il dettato dell'articolo 57 della Costituzione gli 83 seggi relativi alla quota proporzionale erano assegnati su base regionale. Ogni Regione costituiva una circoscrizione plurinominale a sé stante per la quale il numero di seggi complessivamente spettanti era stabilito in base alla popolazione residente, fatte salve le previsioni dell'articolo 57 della Costituzione: il numero di seggi della quota proporzionale spettanti a ciascuna regione si otteneva cioè sottraendo al totale dei seggi il numero di quelli assegnati con sistema maggioritario, ossia il numero di collegi uninominali in cui la regione era suddivisa.
Per l'assegnazione dei seggi per la quota proporzionale, all'atto della presentazione della candidatura i candidati nei collegi uninominali della circoscrizione dichiaravano l'appartenenza a un "gruppo di candidati". Dopo aver proclamato i vincitori in ciascun collegio, venivano assommati i voti di tutti i candidati uninominali perdenti appartenenti al medesimo "gruppo"; a tali somme si applicava quindi il metodo D'Hondt delle migliori medie. All'interno di ciascun gruppo, erano infine proclamati eletti i candidati perdenti nei collegi elettorali che avessero ottenuto i migliori risultati percentuali. 
Ancor più che alla Camera, ove lo scorporo era parziale, lo scorporo totale previsto per il Senato faceva sì che la quota proporzionale agisse di fatto come una sorta di quota minoritaria che mitigava gli effetti distorsivi del maggioritario.

## Schema di calcolo

### Senato
Per il Senato, l'attribuzione dei seggi si svolgeva secondo il meccanismo illustrato nell'esempio sottostante. Si ipotizzi che ad un'immaginaria Regione siano assegnati 8 seggi. Conseguentemente, la Regione è suddivisa in 6 collegi elettorali uninominali (pari al 75% dei seggi complessivamente da assegnare). In tutti i collegi concorrono quattro liste, denominate Cerchi, Quadrati, Triangoli e Pentagoni: ciascuna di esse indica in ogni collegio un proprio candidato. L'elettore esprime il proprio voto con un'unica scheda, in favore di una delle liste presenti nel collegio uninominale di appartenenza (ossia in favore dell'unico candidato di quella lista). La tabella sottostante riporta, a titolo di esempio, i voti ottenuti da ciascuna lista in ognuno dei sei collegi.
| Liste     | Collegio 1 | Collegio 2 | Collegio 3 | Collegio 4 | Collegio 5 | Collegio 6 |
| --------- | ---------- | ---------- | ---------- | ---------- | ---------- | ---------- |
| Cerchi    | 30 000     | 18 000     | 25 000     | 19 000     | 26 000     | 20 000     |
| Quadrati  | 15 000     | 20 000     | 19 000     | 11 000     | 16 000     | 21 000     |
| Triangoli | 10 000     | 12 000     | 11 000     | 20 000     | 14 000     | 13 000     |
| Pentagoni | 10 000     | 13 000     | 6 000      | 15 000     | 4 000      | 9 000      |

Dapprima si assegnano i sei seggi della quota maggioritaria, proclamando eletto, in ciascun collegio, il candidato della lista che ha ottenuto la maggioranza relativa dei voti. Nella precedente tabella di esempio, risultano cioè eletti, evidenziati in rosso, i candidati dei Cerchi nei collegi uninominali 1, 3 e 5, quelli dei Quadrati nei collegi uninominali 2 e 6 e quello dei Triangoli nel collegio uninominale 4.
Successivamente si attribuiscono i due seggi restanti, riservati alla quota proporzionale. A tale scopo, per ogni lista si calcolano i voti residui, pari alla somma dei voti conseguiti dai rispettivi candidati nei collegi uninominali che, non essendo stati i più votati nel collegio, non sono risultati eletti nella quota maggioritaria. La tabella sottostante riepiloga il calcolo dei voti residui per ciascuna lista. In base al meccanismo dello scorporo, in corrispondenza dei candidati vincitori del collegio è riportato il valore 0.
| Lista     | Collegio 1 | Collegio 2 | Collegio 3 | Collegio 4 | Collegio 5 | Collegio 6 | Voti residui |
| --------- | ---------- | ---------- | ---------- | ---------- | ---------- | ---------- | ------------ |
| Cerchi    | 0          | 18 000     | 0          | 19 000     | 0          | 20 000     | 57 000       |
| Quadrati  | 15 000     | 0          | 19 000     | 11 000     | 16 000     | 0          | 61 000       |
| Triangoli | 10 000     | 12 000     | 11 000     | 0          | 14 000     | 13 000     | 60 000       |
| Pentagoni | 10 000     | 13 000     | 6 000      | 15 000     | 4 000      | 9 000      | 57 000       |

I voti residui così calcolati costituiscono la cifra elettorale in base alla quale attribuire i seggi della quota proporzionale. L'attribuzione avviene successivamente impiegando il metodo D'Hondt delle migliori medie, ossia dividendo le cifre elettorali per 1, 2, etc. fino a individuare i valori più alti. In questo caso vanno assegnati due soli seggi cosicché è sufficiente considerare i soli "numeri divisori" 1 e 2. La tabella sottostante mette in evidenza i due valori più alti, associati alla lista dei Quadrati (con divisore 1) e a quella dei Triangoli (pure con divisore 1).
| Numeri divisori | Cerchi | Quadrati | Triangoli | Pentagoni |
| --------------- | ------ | -------- | --------- | --------- |
| 1               | 57 000 | 61 000   | 60 000    | 57 000    |
| 2               | 28 500 | 30 500   | 30 000    | 28 500    |

Alla lista dei Quadrati e a quella dei Triangoli va pertanto attribuito un ulteriore seggio nella quota proporzionale, aggiuntivo rispetto alle attribuzioni derivanti dalla quota maggioritaria. Nella riga di entrambe le liste vengono dunque individuati i migliori perdenti, evidenziati in azzurro nella tabella sottostante.
| Lista     | Collegio 1 | Collegio 2 | Collegio 3 | Collegio 4 | Collegio 5 | Collegio 6 |
| --------- | ---------- | ---------- | ---------- | ---------- | ---------- | ---------- |
| Cerchi    | 30 000     | 18 000     | 25 000     | 19 000     | 26 000     | 20 000     |
| Quadrati  | 15 000     | 20 000     | 19 000     | 11 000     | 16 000     | 21 000     |
| Triangoli | 10 000     | 12 000     | 11 000     | 20 000     | 14 000     | 13 000     |
| Pentagoni | 10 000     | 13 000     | 6 000      | 15 000     | 4 000      | 9 000      |

In sintesi, i Cerchi, con 138 000 voti, hanno ottenuto tre seggi; altrettanti sono andati ai Quadrati, che hanno ottenuto però 101 000 voti; i Triangoli, con 81 000 voti, hanno ottenuto due seggi; i Pentagoni, infine, con 57 000 voti non hanno ottenuto alcun eletto. Si noti che, per il particolare meccanismo di attribuzione dei seggi nella quota proporzionale, nel Collegio 5, oltre al candidato dei Cerchi in quanto più votato, accade che sia eletto il candidato dei Triangoli sebbene abbia ottenuto meno voti di quello dei Quadrati.

### Camera
Per la Camera, l'impianto generale della legge, sebbene più articolato, negli effetti era abbastanza simile a quello del Senato. Le principali peculiarità riguardavano gli aspetti seguenti.
L'elettore aveva a disposizione due schede elettorali distinte: con la prima votava per uno dei candidati nel proprio collegio uninominale, in modo che fosse eletto il più votato in ogni collegio; con la seconda, comune a tutti i collegi uninominali appartenenti alla medesima circoscrizione, votava per uno dei cosiddetti "listini bloccati". 
Dopo lo scrutinio, per ciascuna delle liste presentatesi nella parte proporzionale si sommavano i voti ottenuti in tutte le circoscrizioni (ossia nel collegio unico nazionale). Si escludevano quelle che avessero ottenuto meno del 4% dei voti validi, e quindi si determinava la cifra elettorale delle liste restanti attraverso un meccanismo di scorporo parziale, anziché di scorporo totale come previsto per il Senato. 
In altri termini, dal totale dei voti di ciascuna lista si sottraevano i voti che, per ciascuno degli eletti nei collegi uninominali collegati a quella lista, erano stati necessari per la vittoria, ossia i voti ottenuti dal secondo candidato più votato del collegio, incrementati di un'unità; veniva comunque scorporata una quota pari ad almeno il 25% dei voti validamente espressi nel collegio, purché tale cifra non fosse risultata superiore alla percentuale ottenuta dal canditato eletto. Nell'esempio precedente, cioè, per il collegio 1 lo scorporo non avrebbe riguardato tutti i 30 000 voti del candidato dei Cerchi, ma solo 15 001 voti, ossia uno in più del secondo candidato più votato in quel collegio uninominale. Il candidato in sede di collegio poteva inoltre collegarsi a più liste e, in tal caso, lo scoporo operava in proporzione ai voti ottenuti dalle singole liste nel relativo collegio.
Sulla base delle cifre elettorali così calcolate, i seggi da assegnare con la quota proporzionale erano ripartiti fra le liste e a livello di circoscrizione adottando il metodo Hare dei quozienti interi e dei resti più alti. Infine, in ciascuna circoscrizione risultavano eletti i candidati del listino, nell'ordine di candidatura e, in subordine, i candidati dei collegi uninominali collegati a quella lista non eletti, in ordine decrescente di percentuale ottenuta.

## Obiettivi ed effetti
Negli intenti del legislatore, l'istituzione dei collegi uninominali, associati a territori circoscritti, avrebbe dovuto favorire l'instaurarsi di un rapporto fra eletto ed elettori più diretto rispetto a quello che aveva configurato la fase politica precedente, sulla falsariga di modelli adottati con successo in altri Paesi. Essa rispondeva anche all'intento di semplificare il quadro politico, favorendo l'emergere, se non di un bipartitismo, almeno di un bipolarismo, attraverso l'aggregazione delle forze politiche in coalizioni stabili. Il prevalente sistema maggioritario, infatti, incoraggiava i partiti ad apparentarsi per individuare candidati comuni nei singoli collegi uninominali, in modo da accrescere la probabilità di ottenere la maggioranza relativa dei voti. D'altra parte, proprio il rischio che l'assegnazione di un seggio dipendesse da poche manciate di voti ebbe l'effetto di accrescere il potere negoziale dei piccoli partiti, che avevano gioco facile nell'ottenere concessioni, in termini di candidati e di programmi, eccedenti rispetto al loro reale peso elettorale. Secondo Giovanni Sartori, l'effetto della legge fu semmai quello di aumentare i partiti, intesi come forze politiche autonome con concrete possibilità di influire sulla maggioranza. L'analisi del numero di gruppi parlamentari alla Camera rileva comunque che, dai 14 gruppi presenti nella XI legislatura, l'ultima prima dell'approvazione del Mattarellum, nelle tre legislature successive essi scesero a 10, 9 e 8 per poi risalire a 13 all'inizio della XV legislatura, la prima a seguito dell'approvazione della riforma Calderoli.
Per mitigare le distorsioni introdotte dall'adozione di un meccanismo maggioritario, la legge Mattarella manteneva comunque una quota di seggi da assegnarsi attraverso una ripartizione su base proporzionale. Questo aspetto compensativo poteva però venire eluso, alla Camera, dall'uso delle cosiddette liste civetta. Si trattava di liste, prive di peso elettorale, create artificiosamente per collegarvi i candidati nei collegi uninominali, in modo che lo scoroporo dei voti penalizzasse tali liste civetta anziché quelle alle quali gli eletti effettivamente erano ascrivibili. L'escamotage, congegnato per la prima volta durante le elezioni del 2001, fu attuato sia nella coalizione di centrosinistra, che presentò una lista civetta chiamata Paese Nuovo, sia in quella di centrodestra, che ne presentò una chiamata Abolizione Scorporo.

## Assegnazione dei seggi alle circoscrizioni
Il numero di seggi spettanti a ciascuna delle 26 circoscrizioni elettorali vigenti per la Camera del deputati e delle 20 impiegate per il Senato della Repubblica era stabilita in base alla popolazione residente dell'ultimo censimento generale della popolazione, ferme restando le disposizioni della Costituzione circa il numero minimo di senatori assegnati a ciascuna regione. Sia per le elezioni del 1994, sia per quelle del 1996 e del 2001 l'assegnazione dei seggi tenne perciò conto del censimento dell'ottobre 1991.

### Camera dei deputati
| Circoscrizione             | Proporzionale | Maggioritario | Totale |
| -------------------------- | ------------- | ------------- | ------ |
| I - Piemonte 1             | 6             | 19            | 25     |
| II - Piemonte 2            | 6             | 17            | 23     |
| III - Lombardia 1          | 10            | 31            | 41     |
| IV - Lombardia 2           | 11            | 32            | 43     |
| V - Lombardia 3            | 4             | 11            | 15     |
| VI - Trentino-Alto Adige   | 2             | 8             | 10     |
| VII - Veneto 1             | 8             | 22            | 30     |
| VIII - Veneto 2            | 5             | 15            | 20     |
| IX - Friuli-Venezia Giulia | 3             | 10            | 13     |
| X - Liguria                | 6             | 14            | 20     |
| XI - Emilia-Romagna        | 9             | 32            | 41     |
| XII - Toscana              | 10            | 29            | 39     |
| XIII - Umbria              | 2             | 7             | 9      |
| XIV - Marche               | 4             | 12            | 16     |
| XV - Lazio 1               | 10            | 32            | 42     |
| XVI - Lazio 2              | 4             | 11            | 15     |
| XVII - Abruzzo             | 3             | 11            | 14     |
| XVIII - Molise             | 1             | 3             | 4      |
| XIX - Campania 1           | 8             | 25            | 33     |
| XX - Campania 2            | 7             | 22            | 29     |
| XXI - Puglia               | 10            | 34            | 44     |
| XXII - Basilicata          | 2             | 5             | 7      |
| XXIII - Calabria           | 6             | 17            | 23     |
| XXIV - Sicilia 1           | 7             | 20            | 27     |
| XXV - Sicilia 2            | 7             | 21            | 28     |
| XXVI - Sardegna            | 4             | 14            | 18     |
| XXVII - Valle d'Aosta      | —             | 1             | 1      |
| TOTALE                     | 155           | 475           | 630    |

Fonte: Camera dei deputati

### Senato della Repubblica
| Circoscrizione        | Proporzionale | Maggioritario | Totale |
| --------------------- | ------------- | ------------- | ------ |
| Piemonte              | 6             | 17            | 23     |
| Valle d'Aosta         | —             | 1             | 1      |
| Lombardia             | 12            | 35            | 47     |
| Trentino-Alto Adige   | 1             | 6             | 7      |
| Veneto                | 6             | 17            | 23     |
| Friuli-Venezia Giulia | 2             | 5             | 7      |
| Liguria               | 3             | 6             | 9      |
| Emilia-Romagna        | 6             | 15            | 21     |
| Toscana               | 5             | 14            | 19     |
| Umbria                | 2             | 5             | 7      |
| Marche                | 2             | 6             | 8      |
| Lazio                 | 7             | 21            | 28     |
| Abruzzo               | 2             | 5             | 7      |
| Molise                | —             | 2             | 2      |
| Campania              | 8             | 22            | 30     |
| Puglia                | 6             | 16            | 22     |
| Basilicata            | 2             | 5             | 7      |
| Calabria              | 3             | 8             | 11     |
| Sicilia               | 7             | 20            | 27     |
| Sardegna              | 3             | 6             | 9      |
| TOTALE                | 83            | 232           | 315    |

## Disegno dei collegi

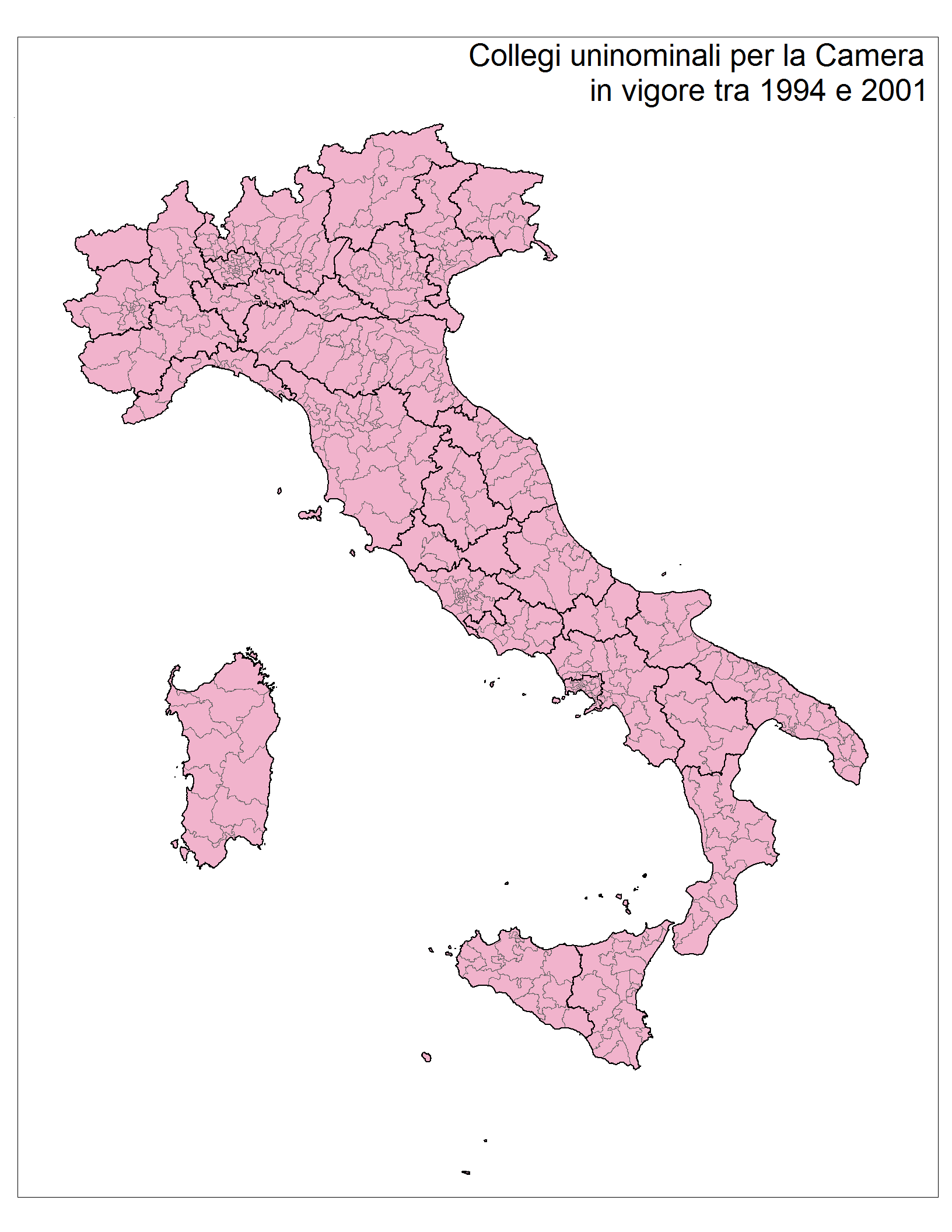
Collegi uninominali della Camera dei deputati
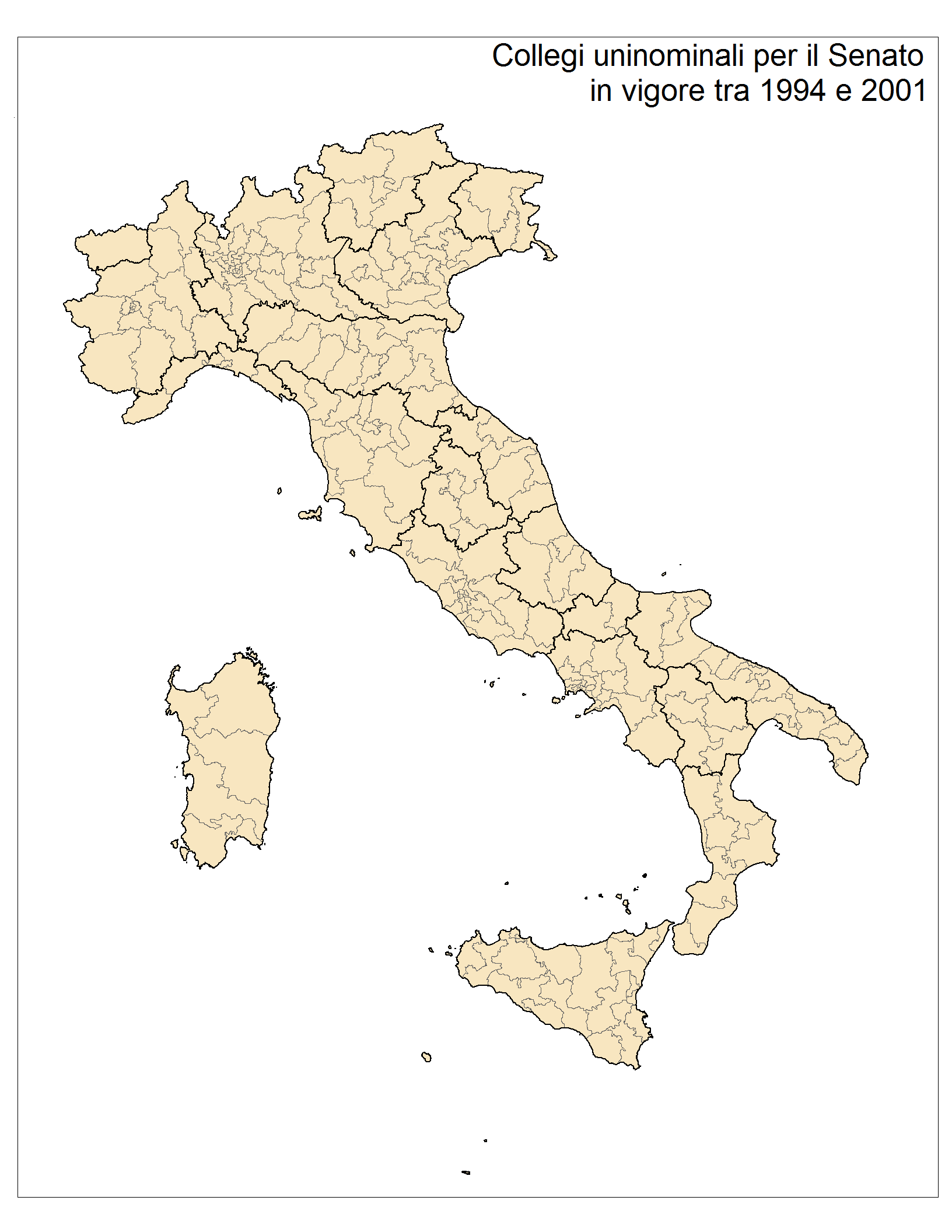
Collegi uninominali del Senato della Repubblica
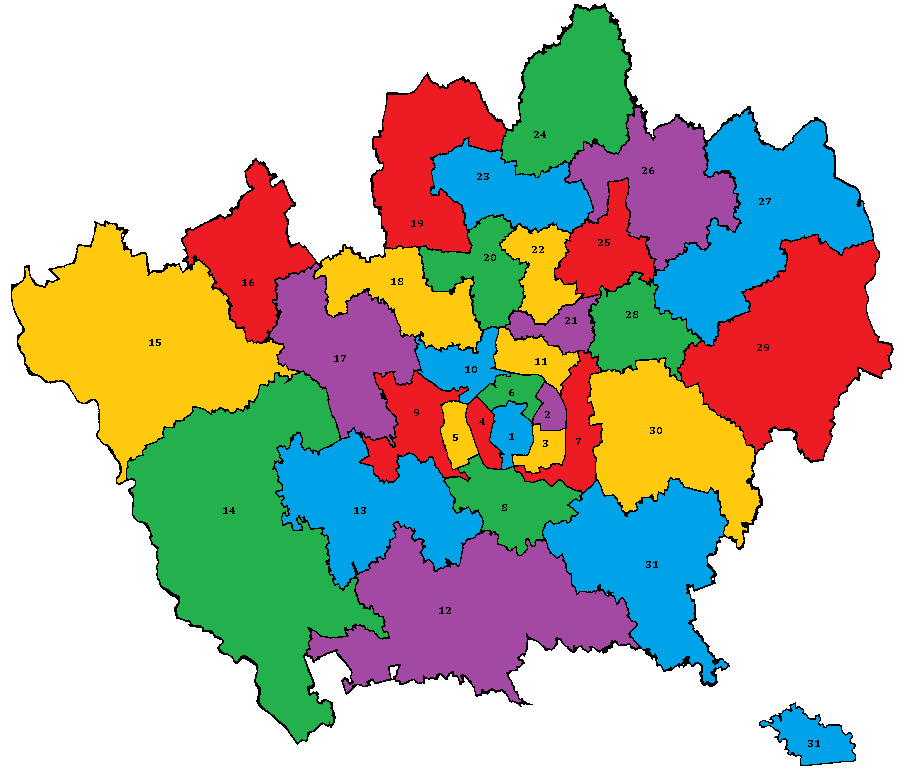
Camera dei deputati, provincia di Milano
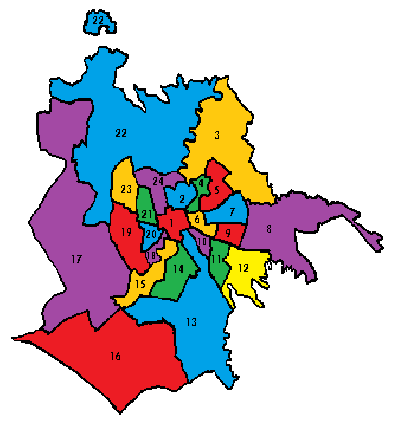
Camera dei deputati, comune di Roma
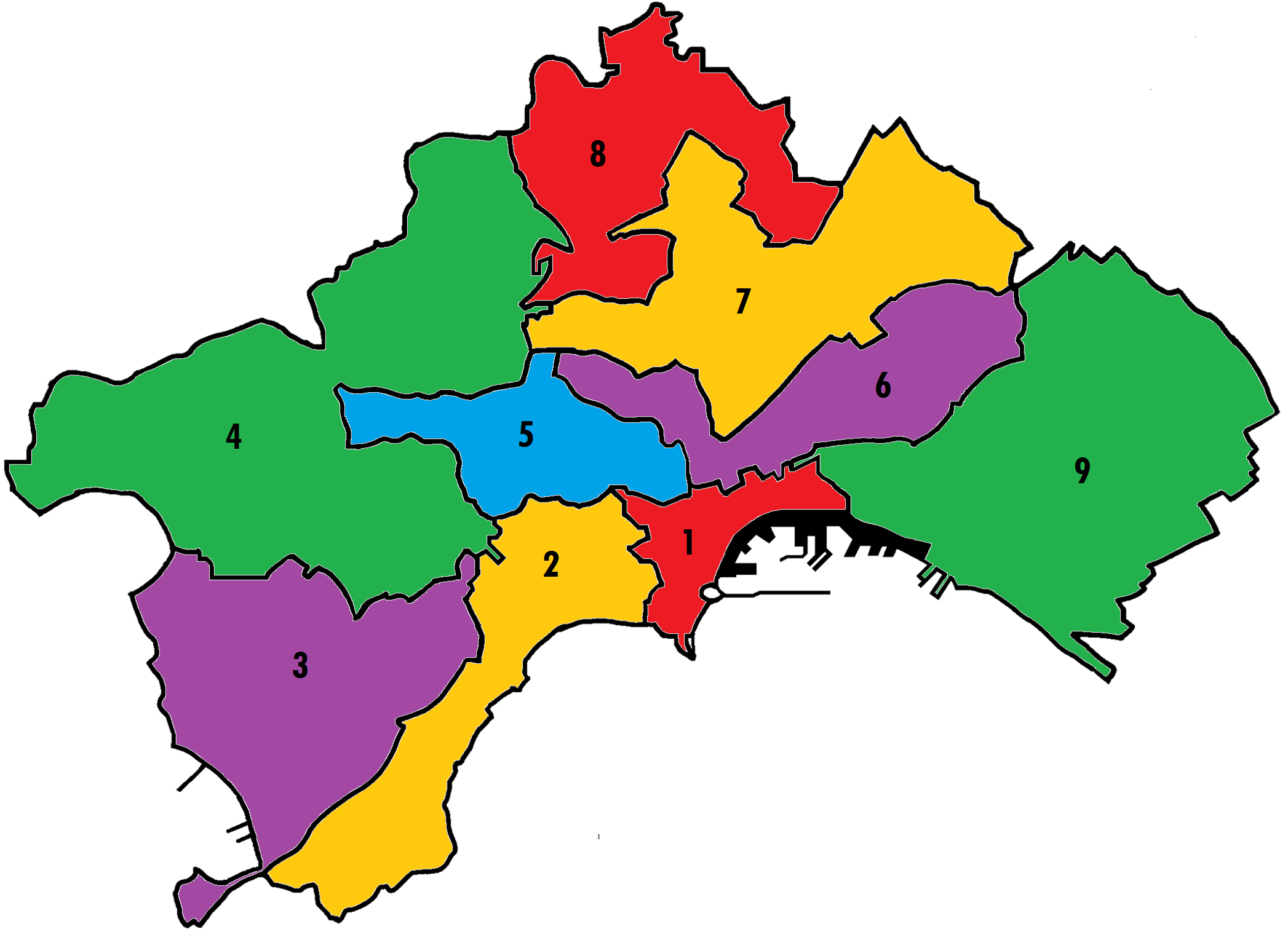
Camera dei deputati, comune di Napoli